# Rock-A-Doodle
Rock-A-Doodle är en delvis animerad film från 1991 i regi av Don Bluth. Med röster av bland annat Glen Campbell, Christopher Plummer och Phil Harris (hans sista roll).

## Handling
Edmunds favoritberättelse är den om tuppen Jerry Chanticler, vars sång gör att solen stiger upp varje morgon. Men både tuppen och Edmund drabbas av svårigheter. Till undsättning kommer hunden Patou, skatan Snipes och musen Pyper och de dras alla med i ett stort äventyr.

## Rollista i urval
Skådespelare
- Toby Scott Ganger - Edmond
- Dee Wallace - Dory, Edmonds mamma
- Stan Ivar - Frank, Edmonds pappa
- Christian Hoff - Scott, en av Edmonds äldre bröder
- Jason Marin - Mark, en av Edmonds äldre bröder

Röster
| Roll                         | Originalröst          | Svensk röst       |
| ---------------------------- | --------------------- | ----------------- |
| Edmond                       | Toby Scott Ganger     | Ludwig Bell       |
| Chanticleer/Jerry Chanticler | Glen Campbell         | Jerry Williams    |
| Patou/berättare              | Phil Harris           | Per Myrberg       |
| Grand Duke/Baron Natt        | Christopher Plummer   | Carl Billquist    |
| Goldie                       | Ellen Greene          | Pernilla Wahlgren |
| Snipes/Snacks                | Eddie Deezen          | Philip Zandén     |
| Peepers/Piper                | Sandy Duncan          | Jessica Zandén    |
| Flax                         | Charles Nelson Reilly | Richard Carlsohn  |
| Pinky/Överste Pinki          | Sorrell Booke         | Peter Harryson    |
| Stuey/Nasse                  | Will Ryan             | Robert Sjöblom    |

## Musik i filmen
- "Sol på mig", sång: Jerry Williams, kör: The Boppers och The Jordanaires
- "Vi hatar sol", sång: Carl Billquist, kör: Lasse Westman, Lars Risberg och Börs Anders Öhman
- "Tillbaks till mej", sång: Jerry Williams, kör: The Boppers och The Jordanaiers
- "Rock a Doodle", sång: Jerry Williams, kör: The Boppers och The Jordanaiers
- "Livvakternas sång", sång: Lasse Westman, Lars Risberg och Börs Anders Öhman
- "Tweete te dee", sång: Carl Billquist, kör: Lasse Westman, Lars Risberg och Börs Anders Öhman
- "Söka skatten", sång: Jerry Williams, kör: The Boppers och The Jordanaiers
- "Simma Lugnt", sång: Pernilla Wahlgren
- "Puss och Kram", sång: Jerry Williams och Pernilla Wahlgren, kör: The Boppers och The Jordainers
- "Vi ska till Vichan", sång: Jerry Williams
- "Ugglernas Picknick", sång: Carl Billquist, kör: Lasse Westman, Lars Risberg och Börs Anders Öhman
- "Knyta din sko", sång: Per Myrberg, kör: Lasse Westman, Lars Risberg, Börs Anders Öhman och Liza Öhman